# We Are Never Ever Getting Back Together
We Are Never Ever Getting Back Together è un brano musicale della cantante country pop statunitense Taylor Swift, pubblicato il 13 agosto 2012 dall'etichetta discografica Big Machine Records come primo singolo dal suo quarto album Red. Il brano è stato scritto Taylor Swift, Max Martin e Shellback e prodotto dagli ultimi due e Dann Huff. Il singolo ha venduto oltre 8 milioni di copie in tutto il mondo.
Il brano è stato giudicato come la seconda migliore canzone del 2012 dalla rivista Rolling Stone.
Nel video, che ha ottenuto la certificazione Vevo, è presente Noah Mills nei panni dell'ex fidanzato.

## Composizione
Dopo aver scritto Speak Now interamente da sola, Swift ha deciso di collaborare con differenti cantautori e produttori per il suo nuovo album, Red. Perciò ha contattato Max Martin e Shellback, due produttori che stimava da parecchio tempo, per discutere di una loro ipotetica collaborazione. Il trio è approdato a una prima idea per We Are Never Ever Getting Back Together in maniera accidentale, dopo che un amico dell'ex ragazzo di Taylor Swift irruppe in sala di registrazione e parlò con la cantante di alcune dicerie che aveva sentito secondo cui Swift e la sua vecchia fiamma si erano rimessi insieme. Quando l'amico si allontanò dallo studio, Martin e Shellback chiesero a Swift di parlare loro di questa storia, che lei descrisse come un "lasciarsi, mettersi insieme, lasciarsi, mettersi insieme di nuovo".

## Successo commerciale
We Are Never Ever Getting Back Together è stato pubblicato su iTunes il 14 agosto 2012. Negli Stati Uniti, il singolo ha raggiunto la vetta della classifica iTunes in cinquanta minuti, superando il record che aveva stabilito Lady Gaga nel 2011 con Born This Way. Il brano è entrato alla posizione numero 72 della classifica statunitense il 25 agosto 2012 in seguito a due soli giorni di airplay. Esso è inoltre entrato al venticinquesimo posto nella classifica radiofonica con un'audience di 40 milioni di ascoltatori. La settimana successiva, in seguito alla sua pubblicazione sulle piattaforme digitali, We Are Never Ever Getting Back Together è salito al primo posto nella Billboard Hot 100 vendendo 623 000 copie. Il singolo ottiene così il secondo maggior numero di copie vendute in una settimana nella storia della musica statunitense, solo dietro a Right Round di Flo Rida, che ha accumulato 636 000 copie il 28 febbraio 2009. Taylor diventa inoltre la donna col singolo più venduto in una settimana, battendo Tik Tok di Kesha, che aveva venduto 610 000 copie nella settimana del 2 gennaio 2010. Inoltre, in seguito alla sua prima settimana completa in radio, la canzone sale di undici posizioni alla numero 14 sulla classifica radiofonica statunitense con un'audience di 52 milioni di ascoltatori, il 29% in più rispetto alla settimana precedente.
La settimana successiva, We Are Never Ever Getting Back Together rimane stabile al primo posto sia sulla Hot 100 che nella classifica digitale statunitense, vendendo altre 307 000 copie, un calo del 51% rispetto alla settimana precedente. In radio, il singolo sale di un posto al numero 13 con un aumento di audience del 30% a 67 milioni di ascoltatori. Nella settimana del 15 settembre, We Are Never Ever Getting Back Together cede la vetta della Billboard Hot 100 a Whistle di Flo Rida, scendendo alla seconda posizione. La canzone rimane prima per quanto riguarda le vendite (253 000 download, il 18% in meno rispetto alla settimana precedente) e sale al decimo posto in radio con un'audience di 71 milioni di persone, un aumento del 6% rispetto alla settimana dell'8 settembre.
Durante il 2012, il singolo ha venduto oltre 2 768 000 copie negli Stati Uniti.
In Regno Unito, il singolo è entrato in classifica al quinto posto vendendo 35 970 copie nella sua prima settimana. La settimana successiva scende di tre posizioni alla numero 8 vendendo altre 28 717 copie, il 20% in meno rispetto alla settimana precedente.

## Tracce
Download digitale
1. We Are Never Ever Getting Back Together – 3:11

## Classifiche

### Classifiche settimanali
| Classifica (2012)     | Posizione massima |
| --------------------- | ----------------- |
| Australia             | 3                 |
| Belgio (Fiandre)      | 26                |
| Belgio (Vallonia)     | 42                |
| Canada                | 1                 |
| Danimarca             | 18                |
| Francia               | 53                |
| Germania              | 21                |
| Giappone              | 2                 |
| Irlanda               | 4                 |
| Israele               | 6                 |
| Norvegia              | 6                 |
| Nuova Zelanda         | 1                 |
| Paesi Bassi           | 24                |
| Regno Unito           | 4                 |
| Repubblica Ceca       | 26                |
| Spagna                | 20                |
| Stati Uniti           | 1                 |
| Stati Uniti (country) | 1                 |
| Stati Uniti (pop)     | 2                 |
| Sudafrica             | 1                 |
| Svezia                | 16                |
| Svizzera              | 21                |

### Classifiche di fine anno
| Classifica (2012) | Posizione massima |
| ----------------- | ----------------- |
| Australia         | 19                |
| Canada            | 39                |
| Giappone          | 28                |
| Nuova Zelanda     | 19                |
| Regno Unito       | 26                |
| Stati Uniti       | 33                |
| Svezia            | 79                |

## Date di pubblicazione
| Paese       | Data              | Formato           | Etichetta   |
| ----------- | ----------------- | ----------------- | ----------- |
| Stati Uniti | 14 agosto 2012    | Download digitale | Big Machine |
| Stati Uniti | 4 settembre 2012  | CD                | Big Machine |
| Regno Unito | 14 agosto 2012    | Download digitale | Big Machine |
| Italia      | 14 agosto 2012    | Download digitale | Big Machine |
| Germania    | 28 settembre 2012 | Download digitale | Big Machine |

## We Are Never Ever Getting Back Together (Taylor's Version)
In seguito alla controversia con la sua precedente casa discografica e la vendita dei master delle pubblicazioni precedenti al suo contratto con la Republic Records, Swift ha cominciato a ri-registrare tutta la sua discografia dal 2006 al 2019, includendo anche brani non inclusi in alcun album in studio. Ogni reincisione presenta la dicitura Taylor's Version nel titolo, per distinguerla dall'incisione originale e quindi dal master non di proprietà della cantautrice.
Il 12 novembre 2021 Taylor Swift ha ripubblicato il brano sotto il nome We Are Never Ever Getting Back Together (Taylor's Version), incluso nell'album Red (Taylor's Version).

### Classifiche
| Classifica (2021) | Posizione massima |
| ----------------- | ----------------- |
| Australia         | 34                |
| Canada            | 40                |
| Singapore         | 22                |
| Stati Uniti       | 55                |